# 尼永斯区
尼永斯区（法語：Arrondissement de Nyons）是法国德龙省所辖的一个区，主要包括该省南部。总面积2478.1平方公里，总人口149036，人口密度60人/平方公里（2017年），行政中心为尼永斯，主要城镇为蒙特利马尔。

## 辖区
尼永斯区辖有149个市镇。